# Манес Шпербер
Манес Шпербер (на немски: Manès Sperber) е австрийско-френски писател, есеист, социалпсихолог и философ. Пише на немски език.

## Биография
Манес Шпербер е роден на 12 декември 1905 г. в
Заболотов, Галиция, Австро-Унгария, днес Ивано-Франкивска област, Украйна. Шпербер израства в дома на хасидски евреи. През лятото на 1916 г. семейството бяга от войната във Виена. Шпербер се отказва от хасидската си вяра и на 13 години се включва в ционисткото младежко движение Хашомер-Хацаир.
Във Виена Манес Шпербер среща Алфред Адлер, основателя на индивидуалната психология, става негов студент и сътрудник. Адлер се разделя с Шпербер през 1932 г. поради различия в мненията за връзката между индивидуалната психология и марксизма.
През 1927 г. Шпербер се преселва в Берлин и встъпва в Комунистическата партия. В Берлин преподава психология и социология (1928 – 1933).
След като Хитлер идва на власт в Германия, Шпербер е пратен в затвора, но след няколко седмици е освободен на основание, че е австрийски гражданин. Предупреден е незабавно да напусне Райха. Шпербер емигрира първо в Югославия, а през 1934 г. – в Париж. През 1937 г. се отказва от Комунистическата партия поради сталинските чистки в СССР. В Париж Шпербер се занимава с природата на тоталитаризма и ролята на индивида в обществото. Там написва есето „Анализ на тиранизма“ (Zur Analyze der Tyrannis) (1939).
През 1939 г. Шпербер постъпва като доброволец във френската армия. След поражението на Франция той се укрива в Кан сюр Мер – в така наречената „zone libre“ (свободна зона). През 1942 г. бяга със семейството си в неутрална Швейцария, понеже в зоната започва депортирането на евреи.
След края на войната през 1945 г. Манес Шпербер се завръща в Париж и работи като писател и главен редактор в издателство „Калман-Леви“.
Най-известната творба на Манес Шпербер е романовата му трилогия „Като сълза в океана“ (Wie eine Träne im Ozean) (1949 – 1960), която издава силни автобиографични черти. Екранизирана е през 1970 г.
Манес Шпербер умира на 5 февруари 1984 г. в Париж. Погребан е в гробището на Монпарнас.

## Награди и отличия
- 1967: Remembrance Award der World Federation of Bergen-Belsen Associations
- 1971: Голяма литературна награда на Баварската академия за изящни изкуства
- 1971: Österreichisches Ehrenkreuz für Wissenschaft und Kunst, I. Klasse
- 1973: Ханзейска награда Гьоте на град Хамбург
- 1973: Почетен доктор на Сорбоната, Париж
- 1974: Литературна награда на Виена
- 1975: Награда Георг Бюхнер
- 1977: Награда Франц Набл
- 1977: Голяма австрийска държавна награда за литература
- 1979: Prix européen de l’essai
- 1979: Buber-Rosenzweig-Medaille
- 1983: Награда за мир на немските книгоразпространители[2]
- 1983: Ehrenring der Stadt Wien

През 1985 г. Република Австрия учредява международната награда Манес Шпербер „за значителни литературни постижения“.